# Kiaulės Nugara
Kiaulės Nugara är en ö i Litauen. Den ligger i Kuriska sjön i den västra delen av landet, 280 km väster om huvudstaden Vilnius.  Närmaste större samhälle är Klaipėda, 7 km norr om Kiaulės Nugara.